# Айроза, Марку
Марку Ибраин ди Соза Айроза (порт. Marco Ibraim de Sousa Airosa; 6 августа 1984, Луанда, Ангола) – ангольский футболист, игравший на позиции защитника. Выступал за сборную Анголы, участник чемпионата мира 2006 года.

## Статистика в сборной
Айроза был включён в заявку сборной Анголы на чемпионат мирта 2006, но не вышел на поле ни в одном из трёх матчей. Также был включён в заявку на Кубок африканских наций 2008, на этом турнире выходил в стартовом составе во всех матчах своей сборной.
| Дата            | Турнир | Матч             | Матч | Матч    | Статистика      |
| --------------- | ------ | ---------------- | ---- | ------- | --------------- |
| 1 марта 2006    | ТМ     | Республика Корея | 1:0  | Ангола  | Полный матч     |
| 2 июня 2006     | ТМ     | Ангола           | 2:3  | Турция  | Вышел на 81'    |
| 23 января 2008  | КАН    | ЮАР              | 1:1  | Ангола  | Заменён на 86', |
| 27 января 2008  | КАН    | Сенегал          | 1:3  | Ангола  | Полный матч     |
| 31 января 2008  | КАН    | Тунис            | 0:0  | Ангола  | Заменён на 69'  |
| 4 февраля 2008  | КАН    | Египет           | 2:1  | Ангола  | Полный матч     |
| 12 октября 2008 | ОЧМ    | Ангола           | 3:1  | Нигерия | Полный матч     |